# Maniquí (pel·lícula)
Maniquí (títol original: Mannequin) és una comèdia romàntica de 1987, protagonitzada per Andrew McCarthy, Kim Cattrall, Meshach Taylor, James Spader, G. W. Bailey i Estelle Getty. Va ser escrita i dirigida per Michael Gottlieb i la banda sonora va ser composta per Sylvester Levay. Sense voler-ho va ser una remake d'una fosca pel·lícula de 1948, One Touch of Venus, amb Robert Walker i Ava Gardner.
Va ser nominada a l'Oscar a la millor cançó original pel seu tema "Nothing's Gonna Stop Us Now". (#1 en el Billboard Hot 100 el 4 d'abril de 1987 i va aconseguir #1 en els rànquings del Regne Unit el mes següent durant quatre setmanes).
Malgrat les males crítiques el film va ser un èxit comercial. Va ser seguida per la seqüela Mannequin 2, el 1991.
Ha estat doblada al català

## Argument
Jonathan Switcher (McCarthy) és un artista en la lluita que va d'un mal treball a un altre. Tot això canvia quan veu un maniquí (Cattrall) en un aparador d'uns grans magatzems que havia creat abans en un dels seus treballs.
Després que salva la vida de la propietària de la botiga, Clair Prince Timpkin (Estelle Getty), Jonathan és contractat per treballar en la botiga com a encarregat de dipòsit. També es fa amic d'un extravagant company gai anomenat Hollywood Montrose (Meshach Taylor) i continua amb el seu festeig amb Roxie Shield (Carole Davis). Mentre ha d'evitar a l'autocràtic vicepresident de la tenda (Spader) (que també treballa en secret per Illustra, la competència) i a l'atabalat guarda de seguretat (Bailey), el maniquí cobra vida.
"Emmy" va ser una vegada Emahasure, una dona real de l'antic Egipte. La seva bellesa, amor i imaginació inspiren a Switcher, ajudat per ella, a anar ràpidament del dipòsit a ser el millor vestidor de vidrieres de la ciutat. Emmy i Jonathan han de lluitar contra diverses coses, incloent el fet que ella cobra vida quan és vista per Jonathan i ningú més, la qual cosa dificulta la relació.
No obstant això tot comença a canviar quan Illustra perd cada vegada més clients per la popularitat dels aparadors de Jonathan. Primer tracten de persuadir-ho, a través de Roxie, perquè treballi amb ells; quan això no resulta, el vicepresident i el guàrdia de seguretat decideixen que han de robar el maniquí de la botiga. Acaben robant-los tots, ja que no poden identificar a Emmy. Quan Jonathan descobreix que ella no està s'ha de barallar contra guàrdies i màquines per salvar-la. Quan finalment ho aconsegueix, tots dos descobreixen que pel seu veritable amor tot és possible, incloent una vida real per a Emmy i la felicitat junts.

## Repartiment
- Andrew McCarthy: Jonathan Switcher
- Kim Cattrall: Ema "Emmy" Hasure
- Estelle Getty : Sra. Claire Timkin
- James Spader: Sr. Richards
- G. W. Bailey: Capità Felix Maxwell
- Meshach Taylor : Hollywood Montrose
- Carole Davis: Roxie Shield
- Steve Vinovich: B. J. Wert
- Christopher Maher: Armand

## Localitzacions
Les escenes que es desenvolupen en la fictícia botiga Prince and Company van ser filmades en els grans magatzems Wanamaker's, els primers a Filadèlfia. Escenes addicionals van ser filmades en els jardins formals darrere de l'Hotel Hershey. Para Illustra, es va filmar en la tenda Boscov's en l'antic Camp Hill Shopping Mall (ara Camp Hill Shopping Center), prop de Harrisburg, Pennsilvània.

## Rebuda
La pel·lícula va ser un èxit comercial, guanyant més de 42 milions de dòlars, però va rebre crítiques negatives en la seva estrena. En la seva ressenya, Roger Ebert va sentir que el film estava "mort" i ple de clixés, donant-li una puntuació de mitja estrella. Rita Kempley del Washington Post va dir que "Maniquí és una pel·lícula feta per, per a i sobre ximples"
Encara avui és considerada com de baixa qualitat per grans crítics i té una puntuació del 22% a Rotten Tomatoes.